# Dryopteris separabilis
Dryopteris separabilis là một loài dương xỉ trong họ Dryopteridaceae. Loài này được Small mô tả khoa học đầu tiên năm 1938.